# Magarditsch A. Hatschikjan
Magarditsch A. Hatschikjan (* 1951 in Sofia, Bulgarien) ist ein deutscher Historiker und Spezialist für Südosteuropa. Er stammt aus Bulgarien und ist ethnisch armenischer Herkunft.

## Studium und Promotion
Hatschikjan siedelte 1960 in die Bundesrepublik Deutschland und legte 1969 am Humboldt-Gymnasium in Solingen sein Abitur ab. Von 1970 bis 1975 studierte er Germanistik und Geschichte an der Universität Düsseldorf und absolvierte zwischen 1970 und 1972 ein Volontariat bei den Düsseldorfer Nachrichten (heute Westdeutsche Zeitung).
1987 wurde er an der Universität Essen mit einer Arbeit zur Tradition und Neuorientierung in der bulgarischen Außenpolitik 1944–1948 promoviert.

## Berufsweg
Von 1975 bis 1977 war er freiberuflich als Lektor beim Droste-Verlag in Düsseldorf tätig.
Von 1977 bis 1986 wirkte er als Lehrer und Fachbereichsleiter an der Deutschen Angestellten-Akademie in Düsseldorf.
Von 1986 bis 2003 war er wissenschaftlicher Mitarbeiter im Forschungsinstitut der Konrad-Adenauer-Stiftung in Sankt Augustin. Von 1993 bis 1995 war er an der Essener Universität Lehrbeauftragter. Seit 1992 war er Lehrbeauftragter für südosteuropäische Geschichte an der Universität Köln.
1998/1999 war Hatschikjan Fellow am Kulturwissenschaftlichen Institut im Wissenschaftszentrum NRW, Essen.

## Schriften
- Magarditsch A. Hatschikjan: Tradition und Neuorientierung in der bulgarischen Außenpolitik 1944–1948. Die „nationale Außenpolitik“ der Bulgarischen Arbeiterpartei (Kommunisten), Verlag Oldenbourg, München 1988, ISBN 3-486-55001-2.